# Nordiske lege
| Nordiske lege |                           |
| Lege          | Periode                   |
| 1901          | 9. - 17. februar 1901     |
| 1905          | [0]4. - 12. februar 1905  |
| 1909          | 6. - 14. februar 1909     |
| 1913          | [0]9. - 16. februar 1913  |
| 1917          | [0]10. - 18. februar 1917 |
| 1922          | [0]4. - 12. februar 1922  |
| 1926          | [0]6. - 14. februar 1926  |

Nordiske lege (svensk: Nordiska spelen) var en serie på syv vintersportsarrangementer af ca. en uges varighed, der blev afholdt i Stockholm med ca. fire års mellemrum i perioden 1901-1926. Legene blev arrangeret af Sveriges centralförening för idrottens främjande – fra og med 1909 i samarbejde med Riksidrottsförbundet.
De nordiske lege gav vinteridrætten et konkurrenceforum som svarede til sommeridrættens olympiske lege. Konkurrencerne i Stockholm var uden tvivl af "olympisk format" samtidig med at mange indslag, herunder også kulturelle indslag, understregede karakteren af svensk nationalfest. Selvom legenes bagmænd havde de olympiske lege som forbillede, havde de dog ingen ambitioner om at tilslutte sig den olympiske familie.
Legenes succes var en medvirkende årsag til at byen Stockholm blev tildelt de olympiske lege i 1912. De første fire olympiske lege var ikke blevet den succes, som Pierre de Coubertin havde håbet på, og da den Internationale Olympiske Komite diskuterede hvor legene i 1912 skulle afholdes, fremhævede baronen de nordiske lege som et forbillede. Stockholm fik sine olympiske lege, takket være at man i tre vinterlege havde demonstreret over for idrætsverdenen, at man kunne arrangere store internationale konkurrencer. "Solskinsolympiaden" blev da også en stor succes og bidrog til redningen af den olympiske bevægelses fremtid.
De nordiske lege i 1930 blev aflyst på grund af mangel på sne og is i Sverige, og det skulle vise sig at blive skæbnesvangert for legenes fremtid. Periodiciteten var blevet brudt og vinteridrætternes internationale stævneprogram var efterhånden blevet tættere og tættere, så det var vanskeligt at få presset legene ind i programmet. Den brede idrætskultur med fest- og kulturindslag, som de nordiske lege byggede på, passede heller ikke så godt sammen med den mere og mere konkurrencefikserede idrætsverden.
I 1932 forsøgte Riksidrottsförbundet at genoplive legene, men en bestilt udredning vedrørende legenes fremtid løb ud i sandet. I 1941 gjorde forbundet endnu et forsøg på at genindføre legene, men initiativet faldt bl.a. på grund af manglende støtte fra den svenske regering, og på at man anså det for umuligt at afholde legene uden norske deltagere, og på det tidspunkt lå den norske idræt i ruiner på grund af den tyske besættelse af landet.

## Historie

### Begyndelsen

#### Ophavsmændene
Det var en øjenlæge, professor Johan Widmark, der fik den svenske idrætsbevægelse til at fæste blikket på en storslået, jævnligt tilbagevendende begivenhed for vinteridrætten. De nordiske leges "fødselsattest" var den 14. april 1899 blevet underskrevet af fem personer, men professor Widmark var den egentlig fødselshjælper. De nordiske lege var hans ide, og det blev også pointeret i de nekrologer, der blev publiceret i forbindelse med hans død i 1909. Om hans engagement i de nordiske lege stod der bl.a. "Denne smukke tanke var oprindeligt hans, og han gav den til sine idrætsvenner, som med henførelse omfavnede og gennemførte hans ide." Widmark havde allerede i sin ungdom fattet interesse for idræt, og han var en af de første kanoroere i Sverige. Han var også en dygtig svømmer og efterlod ofte sin kano på en klippe for at kaste sig i vandet og svømme ud i en bugt, hvor der blev sejlet kapsejladser.
Måske var de første moderne olympiske lege, som den nydannede Internationale Olympiske Komite (IOC) i 1896 havde arrangeret i Athen en inspiration for Widmark. Med OL havde sommeridrætterne fået et forum, hvor hele verdens idrætsfolk kunne samles hvert fjerde år. Med oprettelsen af en jævnligt tilbagevendende nordisk idrætsfest ville vinteridrætten få et tilsvarende forum. Eftersom Widmark var en sand fædrelandsven med "en udpræget følelse for svenskhed", var det ikke så mærkeligt, at han insisterede på, at legene også skulle indeholde "æstetiske indslag". Kultur og idræt skulle gå hånd i hånd, og de nordiske lege skulle være det propagandaapparat, som den unge svenske idrætsbevægelse skulle bruge for at nå længere ud i samfundet.
Professor Widmark befandt sig allerede i svensk idræts inderkreds som bestyrelsesmedlem i den i 1897 oprettede Sveriges centralförening för idrottens främjande, da han i 1898 begyndte at samle interesse for realiseringen af sin ide hos major Viktor Balck, der var centralforeningens sekretær, samt grev Clarence von Rosen og major Adolf Heikenskjöld, som begge også havde været med til at stifte foreningen året før. Det samme gjaldt nordmanden Hans T. Næss, der indtog en høj position i det stockholmske idrætsliv, idet han bl.a. havde været med til at stifte Stockholms Roddförening, Stockholms Allmänna Skridskoklubb og Skidfrämjadet, og han var en af Viktor Balcks nærmeste medarbejdere. Disse fem mænd, der altså tilsammen var en betydningsfuld magtfaktor i svensk idræt, underskrev den 14. april 1899 et brev, som optegnede retningslinjerne for udformningen af Nordiske lege. Forslaget var meget gennemarbejdet og indeholdt bl.a. et meget nøjagtigt program for de første lege, som man endda havde fastsat en dato for: 15. - 25. februar 1900.

#### Programforslaget
Konkurrenceprogrammet var yderst ambitiøst og udgjorde en vinteridrætsfest af aldrig tidligere set format. Skisporten var blevet tildelt to konkurrencedage og skulle bestå af både langrend på forskellige distancer og skihop i Saltsjöbaden. Der var ligeledes afsat to dage til skøjtesporten, som omfattede både kunstskøjteløb og hurtigløb på skøjter. Skøjte- og isbådssejlads var andre issportsgrene på programmet. Legene skulle endvidere omfatte travsportskonkurrencer samt konkurrencer i sparkstøtting og kælkning, og underskriverne understregede at konkurrencerne skulle være åbne for alle.
Legene skulle også byde på opvisning i gymnastik og fægtning samt en række festligheder såsom illuminationsaftener, fakkeltog på ski med slæde og udflugt på isen, skøjtekostumebal m.m. I den kulturelle afdeling indgik malerier med motiver fra de nordiske sagaer og Sveriges historie, nordiske skuespil på teateret samt nordisk koncert for orkester. Militærmusik og svensk kvartetsang udgjorde andre musikalske indslag. Kvadrilleridning, ridebanespringning og andre hestesportsopvisninger skulle finde sted i Tattersall, der var blevet åbnet i 1898, og som var blevet et samlingspunkt for civil ridning. En formiddag på Skansen med slædefærd, skiløb efter ren, tennisturnering i tilknytning til en festlighed i Idrottsparken og svenske nationaldanse var også med i programforslaget. De nordiske lege skulle være en idræts- og kulturfest, som verden aldrig havde set mage til, og det var netop omfanget, det digre konkurrenceprogram og de mange kulturelle, næsten turistiske indslag, der gjorde legene så unikke.
Internationale skiløbs- og skøjteløbskonkurrencer var dog i sig selv ingen nyhed. Holmenkollenrendene var startet i 1892, og dette årlige norske arrangement betragtedes som verdens første og største internationale skiløbsstævne. Hurtigløb på skøjter havde fået sine VM-konkurrencer allerede i 1889, og EM-stævner i 1891, og kunstskøjteløb havde haft EM-premiere i 1892, og fire år senere var VM kommet til. Ideen om nordiske lege repræsenterede imidlertid noget nyt for vinteridrætsverdenen i form at sit forslag om at samle en række forskellige sportsgrene til ét stort internationalt stævne på ét sted samt i form af de kulturelle indslag, og dermed lagde de nordiske lege sig tæt op af formatet for de olympiske lege afholdt i Athen i 1896.
De fire idrætsvenners forslag blev behandlet på Centralforeningens bestyrelsesmøde på Stockholms slott den 3. maj 1899. I bestyrelsens protokol er der noteret følgende om forslaget: "Efter overvejelse erklærede bestyrelsen sig beredvillig til at påtage sig udmøntningen af den fædrelandstanke, men med hensyn til de olympiske leges afholdelse i 1900, anså bestyrelsen det for passende først at afholde disse Nordiske lege i år 1901, men burde allerede nu offentliggøre denne beslutning."

## Sportsgrene
I denne oversigt indgår kun sportsgrene, hvori der arrangeredes deciderede konkurrencer. Hvis en sportsgren kun har medvirket ved de Nordiske lege i form af opvisninger, er den ikke medtaget i nedenstående liste.
| Sportsgren           | 1901 | 1905 | 1909 | 1913 | 1917 | 1922 | 1926 |
| -------------------- | ---- | ---- | ---- | ---- | ---- | ---- | ---- |
| Hurtigløb på skøjter | X    | X    | X    | X    | X    | X    | X    |
| Kunstskøjteløb       | X    | X    | X    | X    | X    | X    | X    |
| Bandy                | X    | X    | X    | X    | X    | X    | X    |
| Curling              | X    | -    | -    | X    | X    | X    | X    |
| Sparkstøttingløb     | X    | X    | X    | -    | -    | -    | -    |
| Isbådssejlads        | X    | X    | X    | X    | X    | X    | X    |
| Skøjtesejlads        | X    | X    | X    | X    | -    | X    | X    |
| Fægtning             | X    | X    | X    | X    | -    | -    | -    |
| Ridning              | X    | X    | X    | X    | X    | X    | X    |
| Skiløb efter hest    | X    | X    | X    | -    | -    | X    | X    |
| Skiløb efter ren     | X    | -    | -    | -    | -    | -    | -    |
| Travløb på is        | X    | X    | X    | X    | X    | X    | X    |
| Langrend             | X    | X    | X    | X    | X    | X    | X    |
| Skihop               | X    | X    | X    | X    | X    | X    | X    |
| Nordisk kombination  | -    | X    | -    | X    | X    | X    | X    |
| Svømning             | -    | X    | X    | X    | X    | -    | -    |
| Udspring             | -    | ?    | X    | X    | -    | -    | -    |
| Vandpolo             | -    | ?    | X    | X    | X    | -    | -    |
| Ballonflyvning       | -    | X    | X    | X    | -    | -    | -    |
| Motorsport           | -    | X    | X    | X    | X    | X    | -    |
| Skydning             | -    | X    | X    | X    | X    | X    | X    |
| "Rapportføring"      | -    | X    | X    | -    | -    | -    | -    |
| Skeleton             | -    | -    | -    | -    | X    | X    | -    |
| Ishockey             | -    | -    | -    | -    | -    | X    | X    |
| Bobslæde             | -    | -    | -    | -    | -    | X    | -    |
| Kælk                 | -    | -    | -    | -    | -    | X    | -    |

## Dansk deltagelse
Tekst mangler, hjælp os med at skrive teksten